# 阿部直紀
阿部 直紀（あべ なおき、1945年4月8日 - ）は、日本の走幅跳選手。

## 経歴
順天堂大学出身。1968年メキシコシティーオリンピックに出場した。1965年に日本陸上競技選手権男子100ｍで優勝した。